# Pedaria intermedia
Pedaria intermedia là một loài bọ cánh cứng trong họ Bọ hung (Scarabaeidae).